# Első Tűzharcért Szolgálati Jel
Az Első Tűzharcért Szolgálati Jel a honvédelmi miniszter, illetve a Honvéd Vezérkar Főnöke által adományozható kitüntetés, átadásának részleteit a 15/2013. (VIII. 22.) HM rendelet szabályozza. Az Első Tűzharcért Szolgálati Jel a szolgálatteljesítés közben kialakuló tűzharcban, fegyveres harcban első ízben történő részvételért az állomány tagja részére adományozandó.
A kitüntetés egy alkalommal adományozható.

## Szolgálati Jelek leírása
A kitüntetés előlapján ívelt kereszten nyugszik a Magyar Honvédség címere. A keresztek szárai között stilizált kard található keresztben. A kereszt ezüst színű, amiben egy fekete a kereszt formáját követő szegély fut körbe. A szalag háromszög alakúra hajtott, színe piros alapon, közepén zöld színű csík fut, amit két oldalról fehér csík díszít. A fehér csíkban ékalakú piros és zöld színű mező található.